# Knut VI av Danmark

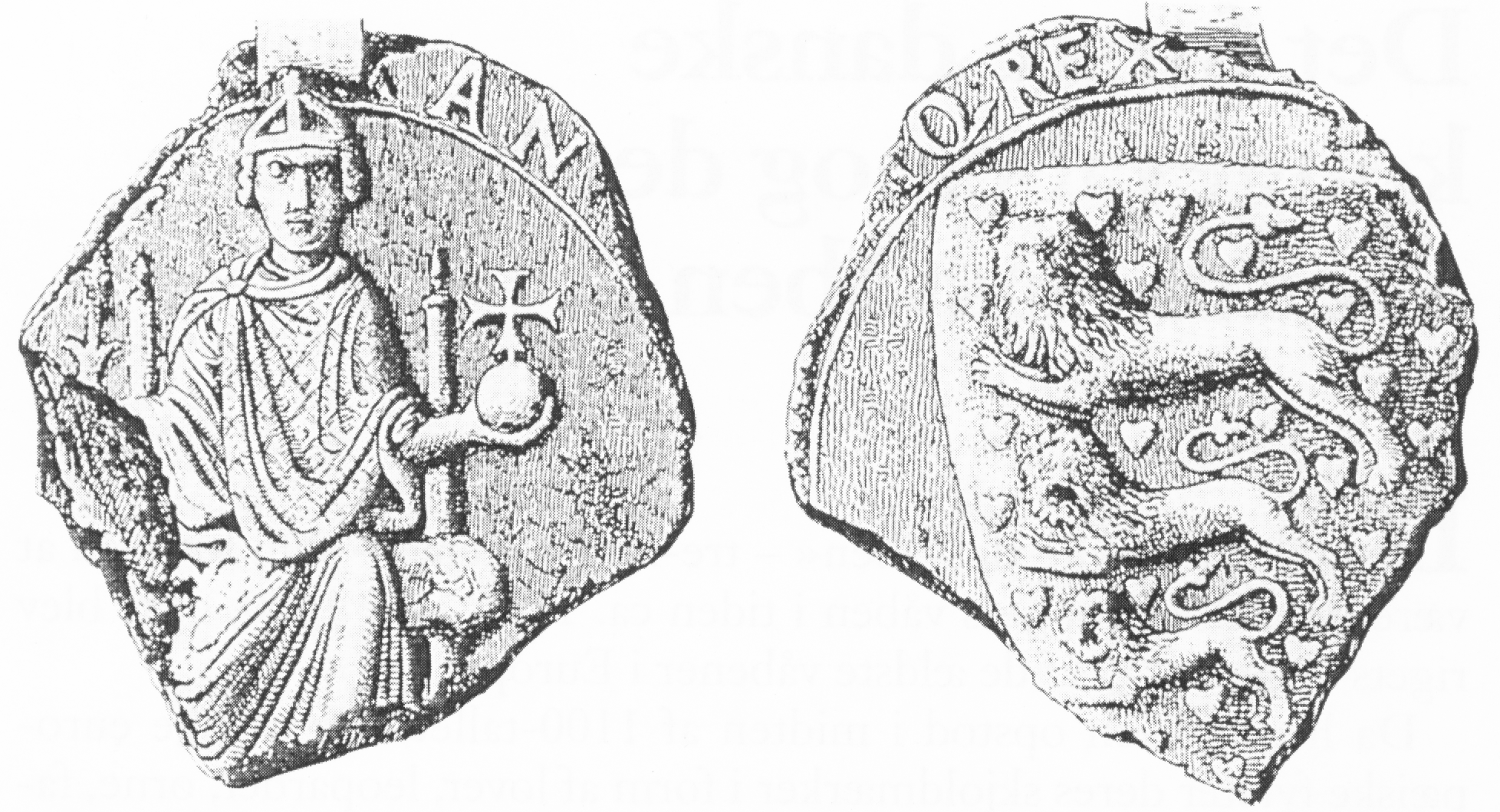
Kung Knuts sigill.

Knut VI, da. Knud  6., född 1163, död 12 november 1202, kung av Danmark från 1182. Han var äldste son till Valdemar den store och Sofia av Minsk och gifte sig med Henrik Lejonets dotter Gertrud. Äktenskapet blev barnlöst och Knut kom att efterträdas av sin bror Valdemar Sejr.
Knut kröntes 1170 till dansk kung och sattes av fadern 1177 att regera över Skåne och Danmark. Vid Valdemars död 1182 tillträdde Knut regeringen över hela landet. Han vägrade ge kejsaren länsed. Knuts regering präglades av de alltjämt pågående vendertågen och de begynnande korstågen till Estland, den starka expansionerna samt striderna mot biskop Valdemar av Slesvig. Knuts betydelse för den danska historien är något oklar, i de samtida källorna träder han i bakgrunden för sin nära lierade Absalon Hvide.
Under Knut VI:s tid som kung flyttades den danska gränsen fram till Elbe och bestämmelser utfärdade av Knut infördes i Skånelagen, den första nedtecknade danska landskapslagen.
Tillsammans med sin bror och far utgör Knut VI de så kallade Valdemarerna.